# Short Singapore
Short Singapore là một loại tàu bay nhiều động cơ của Anh chế tạo sau Chiến tranh thế giới I. Tên gọi Singapore xuất hiện lần đầu vào giữa thập niên 1920 cho một chiếc máy bay hai động cơ. Thiết kế được phát triển thành 2 phiên bản có 4 động cơ; gồm mẫu thử Singapore II và phiên bản sản xuất Singapore III. Sau này trở thành các tàu bay tuần tra biển tầm xa chủ lực của Không quân Hoàng gia trong thập niên 1930. Nó cùng với Không quân Hoàng gia New Zealand tham chiến chống Nhật Bản trong Chiến tranh thế giới II.

## Biến thể
Short S.5 / Singapore IThiết kế đầu tiên, lắp động cơ Rolls-Royce Condor IIIA, 1 chiếc.
Short S.12 / Singapore IIPhát triển của Singapore I, lắp 4 động cơ, 1 mẫu.
Short S.19 / Singapore IIIPhát triển của Singapore II lắp 4 động cơ Rolls-Royce Kestrel IX. 37 chiếc.

## Quốc gia sử dụng
New Zealand
- Không quân Hoàng gia New Zealand

 Anh Quốc
- Không quân Hoàng gia[1]

## Tính năng kỹ chiến thuật (Singapore III to R.14/34)
Dữ liệu lấy từ Singapore:Shorts Last Biplane Boat
Đặc điểm tổng quát
- Kíp lái: 6
- Chiều dài: 64 ft 2 in (19,56 m)
- Sải cánh: 90 ft (27,43 m)
- Chiều cao: 23 ft 7 in (7,19 m)
- Diện tích cánh: 1.465 sq ft (136,1 m²)
- Trọng lượng rỗng: 20.364 lb (9.237)
- Trọng lượng có tải: 28.160 lb (12.773 kg)
- Trọng lượng cất cánh tối đa: 32.390 lb (14.692 kg)
- Động cơ: 4 × Rolls-Royce Kestrel VIII/IX, 675 hp (503 kW)  mỗi chiếc

 Hiệu suất bay 
- Vận tốc cực đại: 136 mph (118 knot, 219 km/h)
- Vận tốc hành trình: 123 mph (107 knot, 198 km/h)
- Tầm bay: 1.000 mi[3] (870 hải lý, 1.610 km)
- Thời gian bay: 6 giờ 15 phút
- Trần bay: 15.000 ft (4.570 m)
- Vận tốc lên cao: 700 ft/phút (3,6 m/s)

Trang bị vũ khí

- Súng: Lên tới 3 khẩu súng Lewis 0.303 in (7,7 mm)
- Bom: Lên tới 1.100 pound (500 kg) bom